# Behangener Düngerling
Der giftige Behangene Düngerling (Panaeolus papilionaceus, syn. Panaeolus campanulatus, Panaeolus sphinctrinus) ist eine Pilzart aus der Familie der Mistpilzverwandten (Bolbitiaceae). Die Fruchtkörper erscheinen von Mai bis Oktober auf Tierdung. Der Pilz, der auch Blasser Düngerling, Glocken-Düngerling oder Runzeliger Düngerling genannt wird, enthält möglicherweise Psilocybin.

## Merkmale

### Makroskopische Merkmale
Der Hut ist 1,5–5 cm breit, kegelig-glockig oder breit-glockig bis gewölbt und trägt häufig eine kleine Papille. Die matte, glatte Oberfläche ist nicht hygrophan und grau bis graubraun gefärbt. Trocken ist die Oberfläche seidig glänzend und etwas blasser. Es gibt auch Formen mit deutlich netzartiger Runzelung. Der Rand ist leicht einwärts gebogen, mehr oder weniger gekerbt und jung mit weißen, zackigen oder fransigen Velumresten behangen, die auch abfallen können.
Die bauchigen, gedrängt stehenden Lamellen sind am Stiel aufsteigend angeheftet oder nahezu frei. Sie sind grauschwarz, marmoriert oder scheckig und haben oft einen olivfarbenen Stich. Die Schneiden sind weißlich und das Sporenpulver schwarz.
Der hohle, zerbrechliche Stiel ist 6–10 (–14) cm lang und 0,1–0,4 cm breit. Er ist graulich, an der Basis auch rotbräunlich und weißlich bereift. Bei feuchter Witterung werden an der Spitze bisweilen Tröpfchen abgeschieden. Die Basis ist weißfilzig. Das dünne, mild schmeckende Fleisch ist cremefarben und riecht schwach würzig, aber an der Stielbasis eigenartig stechend (typisch für Panaeolus).

### Mikroskopische Merkmale
Die glatten, mehr oder weniger zitronenförmigen und einseitig abgeflachten Sporen sind 14–18 µm lang, 8–12 µm breit und 8–9,5 µm dick und erscheinen im Querschnitt deutlich oval. Der Keimporus tritt deutlich hervor. Die Cheilozystiden sind fast haarförmig und an der Basis kaum verdickt.

## Artabgrenzung
Der Behangene-Düngerling ist relativ leicht an seinem mit Velumresten behangenem Hutrand zu erkennen. Wenn die Flöckchen fehlen, kann man die Art anhand der großen Sporen bestimmen. Diese besitzen in der Breitansicht zwei mehr oder weniger parallel verlaufende Außenlinien, was einmalig innerhalb der Gattung ist.

## Ökologie und Verbreitung
Die Fruchtkörper erscheinen meist gesellig von Mai bis Oktober auf Dung und neben alten Misthaufen und auf gedüngten Wiesen. Oft wächst der Behangene Düngerling direkt an einem Kuhfladen. Der Pilz ist weit verbreitet und recht häufig.

## Bedeutung
Wie fast alle Pilze der Gattung der Düngerlinge enthält auch diese Art Serotonin, Harnstoff und Tryptophan. Oft wird kolportiert, dass auch Psilocybin enthalten sei und der Pilz damit eine halluzinogene Wirkung hätte, was jedoch höchst fraglich ist. Zumindest in europäischen Exemplaren konnten bislang keine halluzinogenen Wirkstoffe nachgewiesen werden.